# Arvand Gushnasp
Arvand Gushnasp fou marzban sassànida de Geòrgia en temps de Còsroes I. La seva residència fou Tbilisi.
Se sap que tenia com a lloctinent a Vistam, que era el governador de la fortalesa de Armazi (Mtskhetha). En aquesta ciutat vivia un sabater persa que va conèixer Eustaqui de Mtskheta que s'havia fet cristià després de ser mazdeista, cosa que estava prohibida, i el va denunciar. Portat davant el marzban amb set altres cristians conversos, van patir amputacions (se'ls va foradar el nas) i foren empresonats, però alliberats al cap de sis mesos per satisfer a la població local en ocasió d'haver estat cridat a Pèrsia.
No apareix a cap més font que a la "Vida de Sant Eustaqui" d'un anònim georgià. Segons això estava al càrrec el 540 des d'una data desconeguda, i el 541 va ser traslladat.